# 台灣筋骨草
臺灣筋骨草是唇形科的一種多年生草本植物，株高約6－20cm，分布於琉球群島、臺灣與菲律賓巴丹島，主要生長於海拔1000m以下之荒廢地及開闊地。

## 圖片

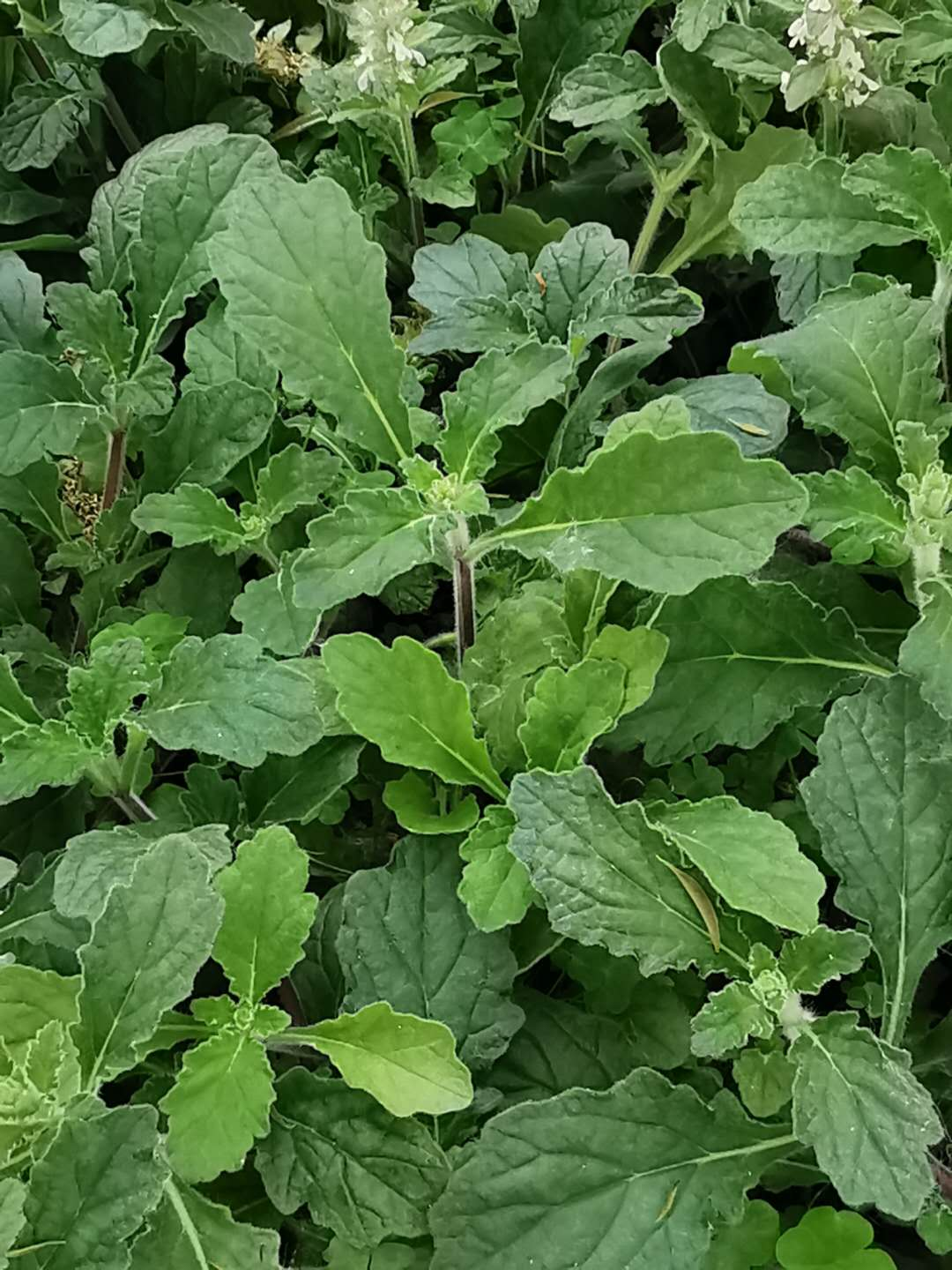
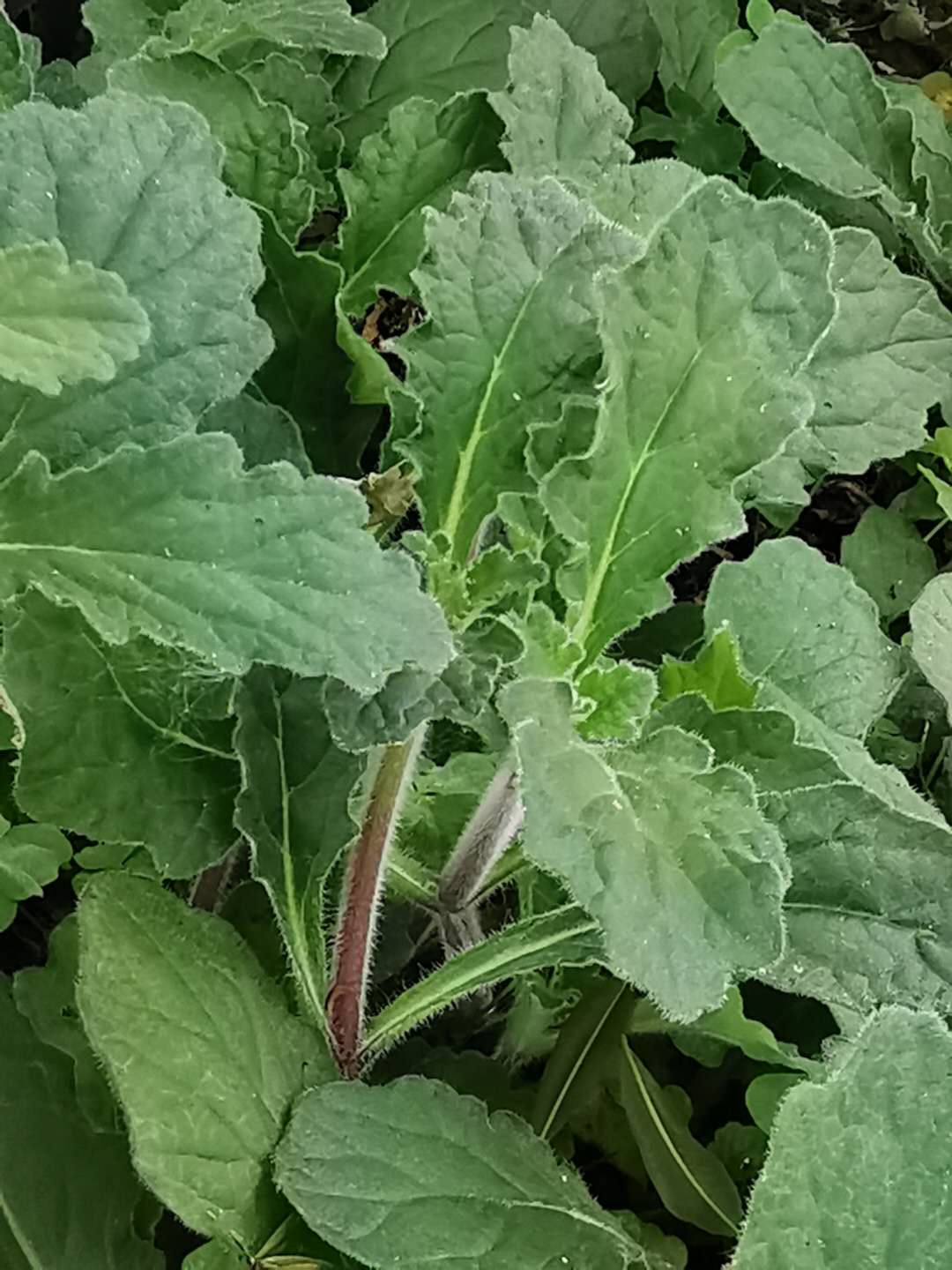
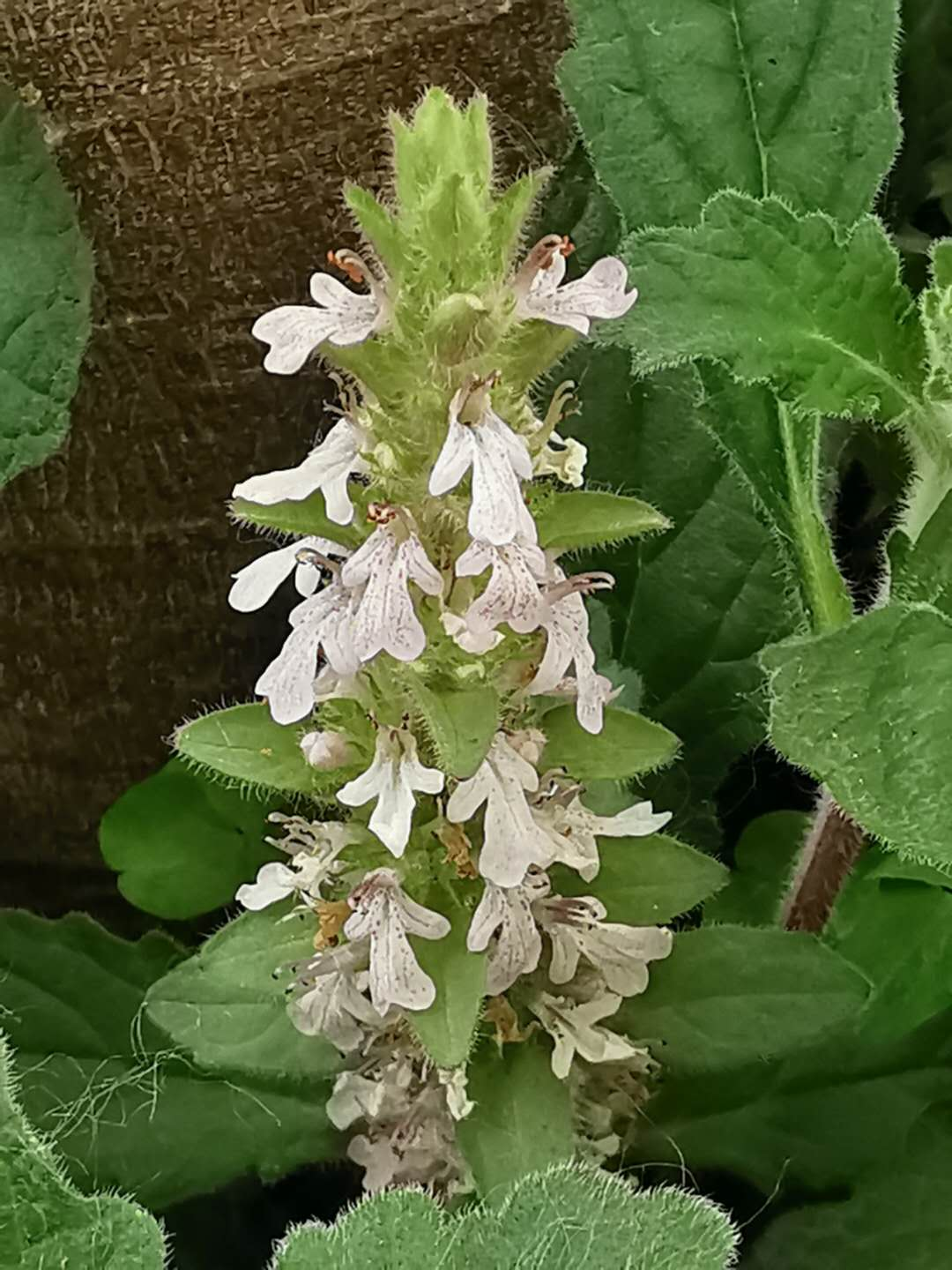
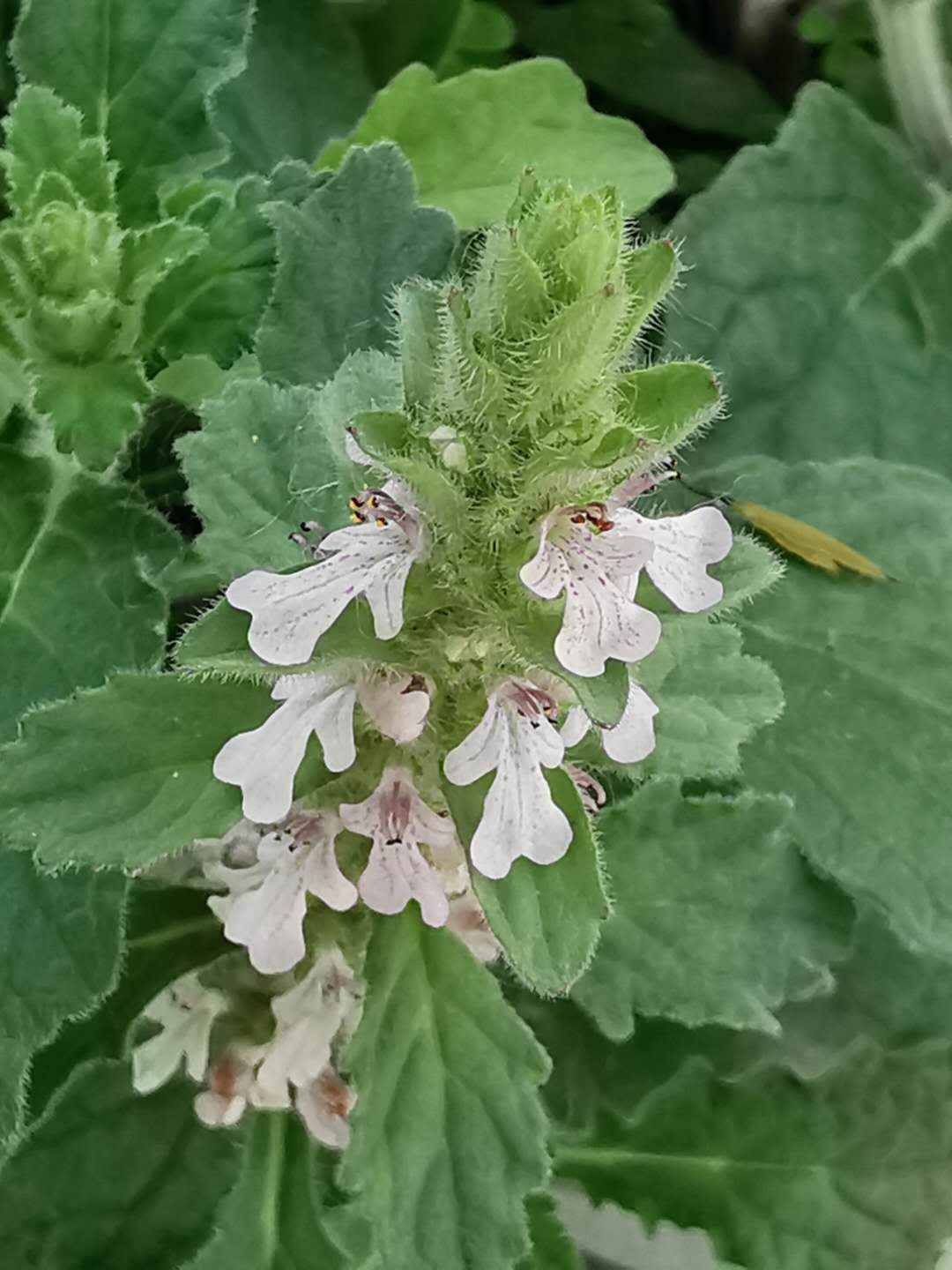
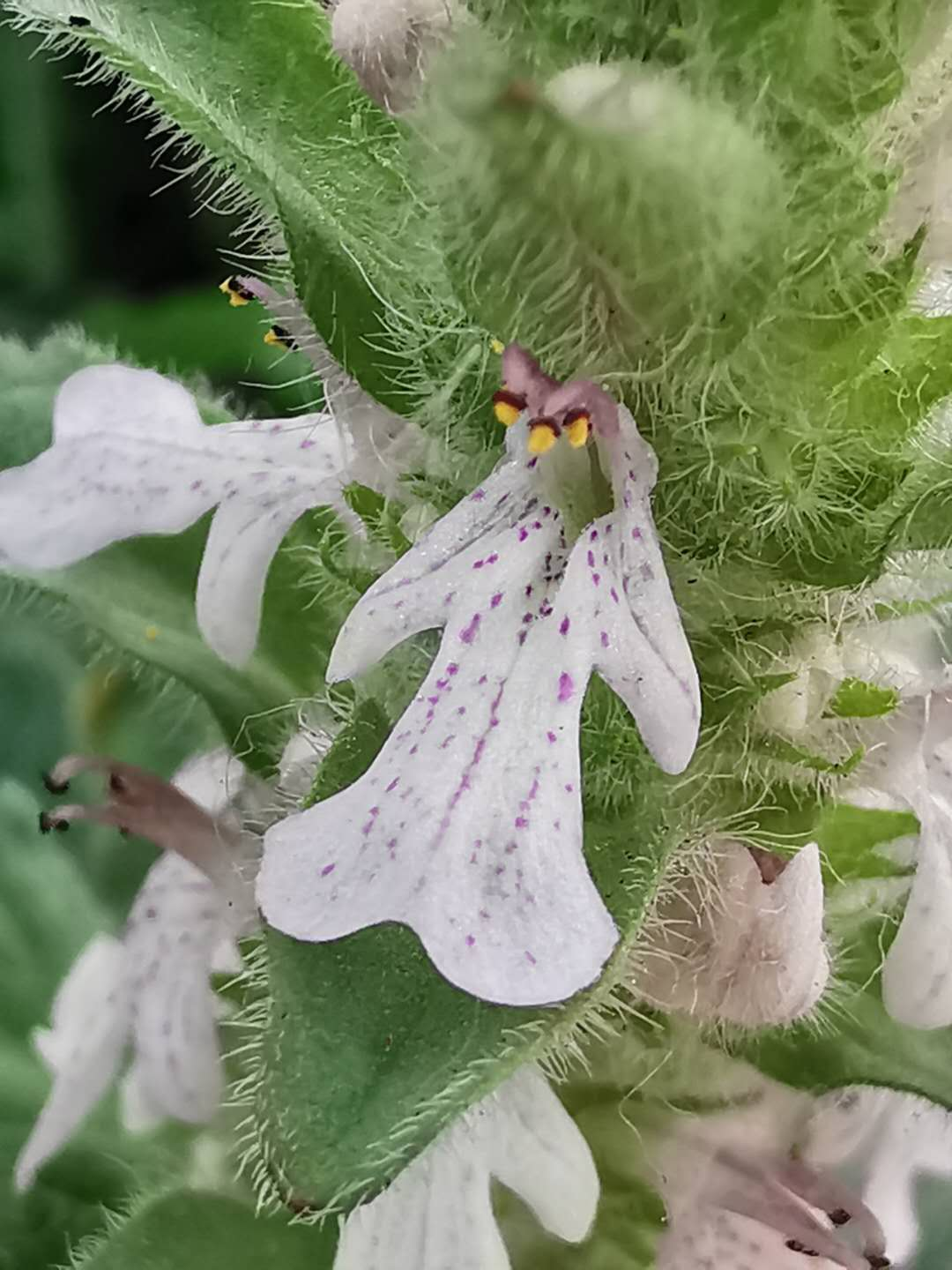
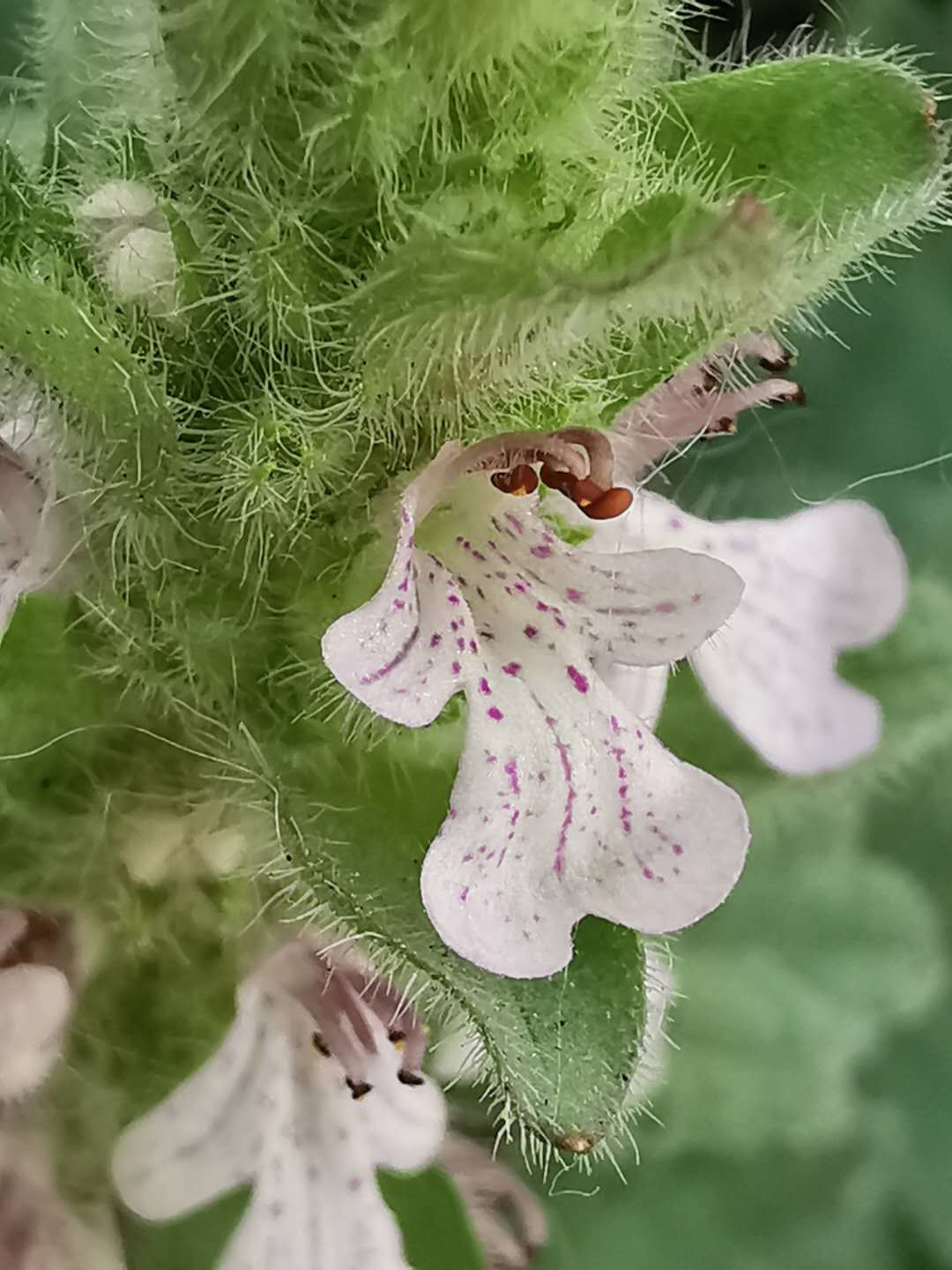
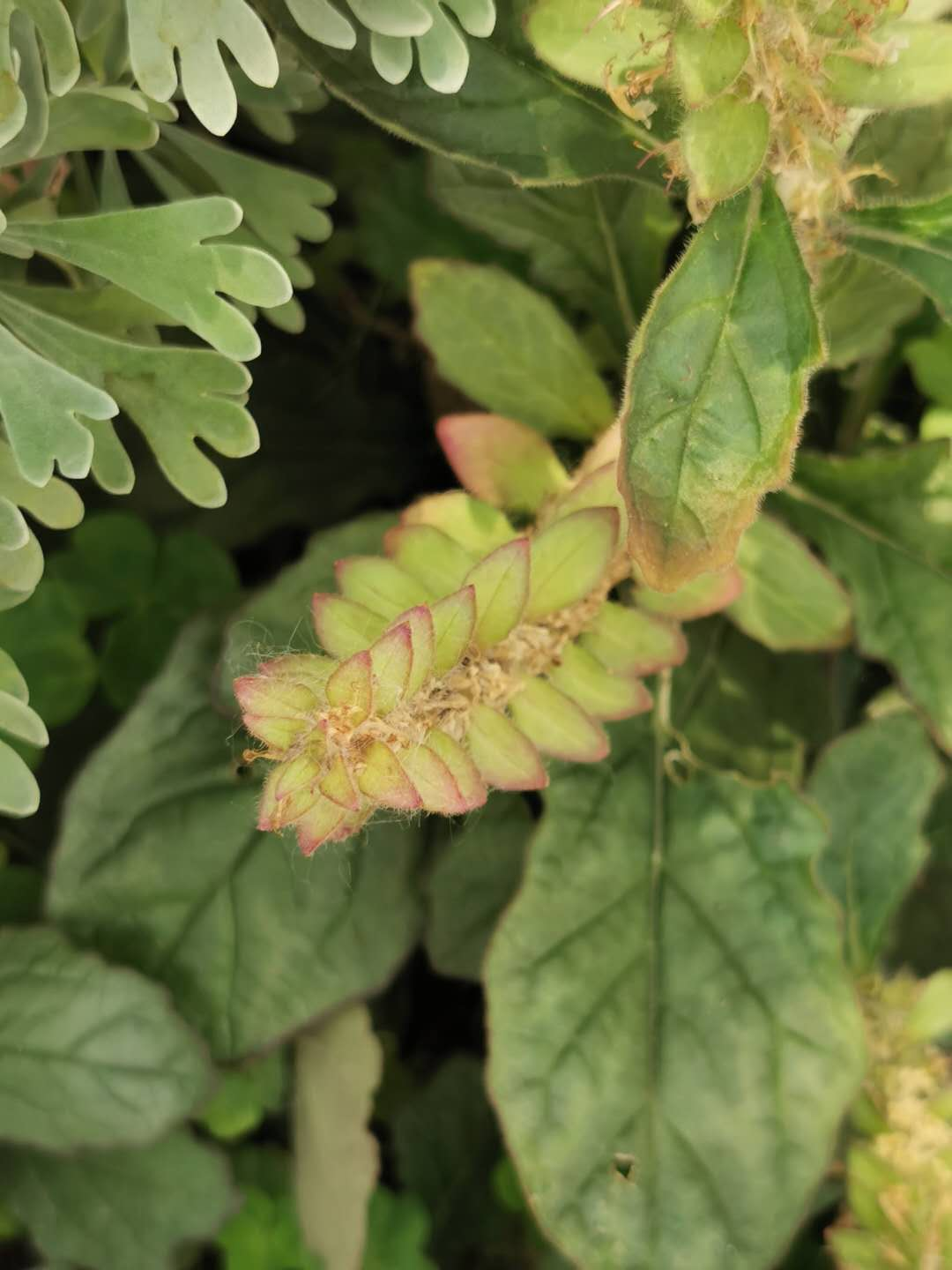
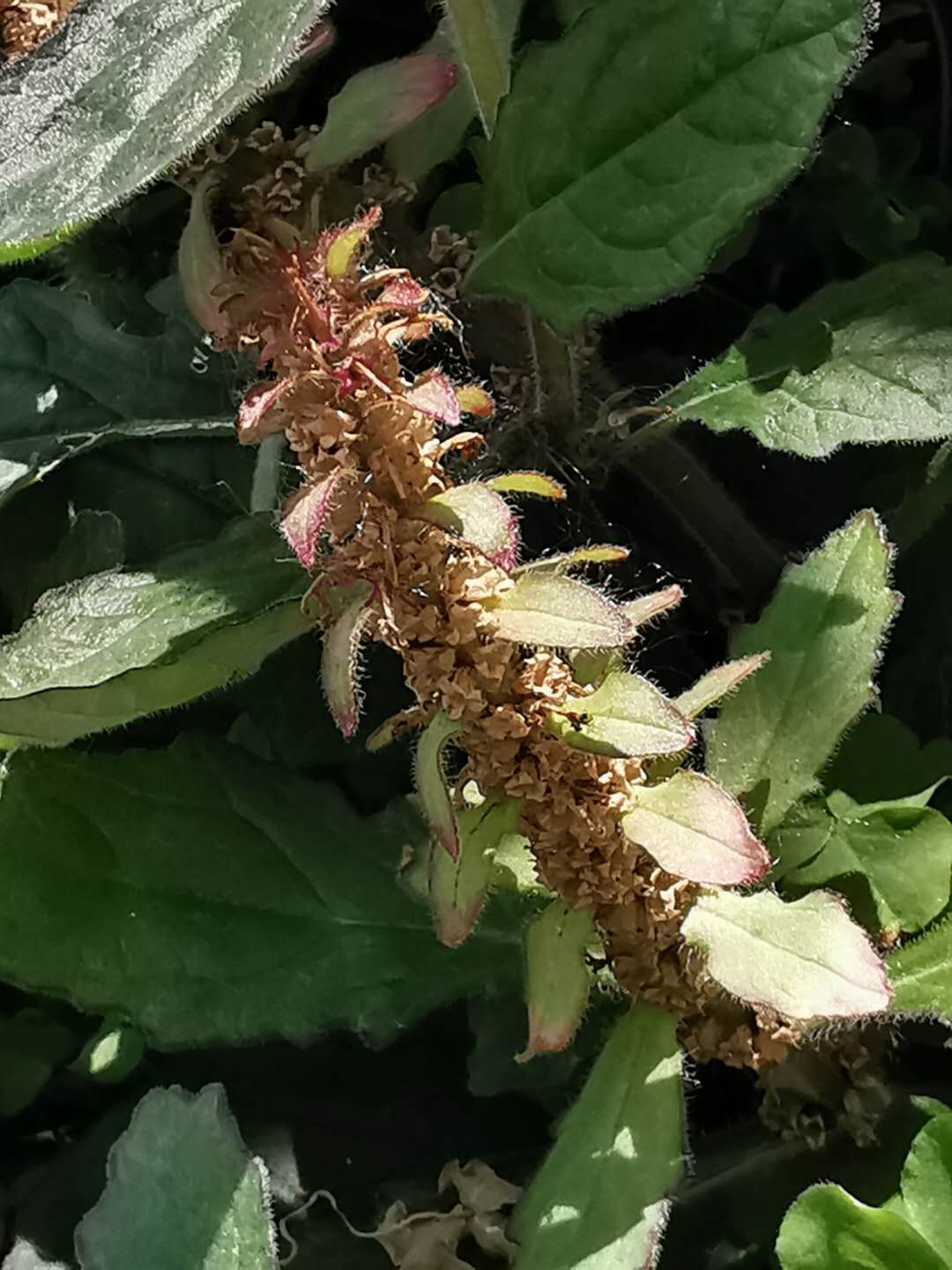